# Tempelhofer Hafen (Einkaufszentrum)
Der Tempelhofer Hafen ist ein Einkaufszentrum auf dem Areal des Binnenhafens im namensgebenden Berliner Ortsteil Tempelhof des Bezirks Tempelhof-Schöneberg.

## Beschreibung des Einkaufszentrums

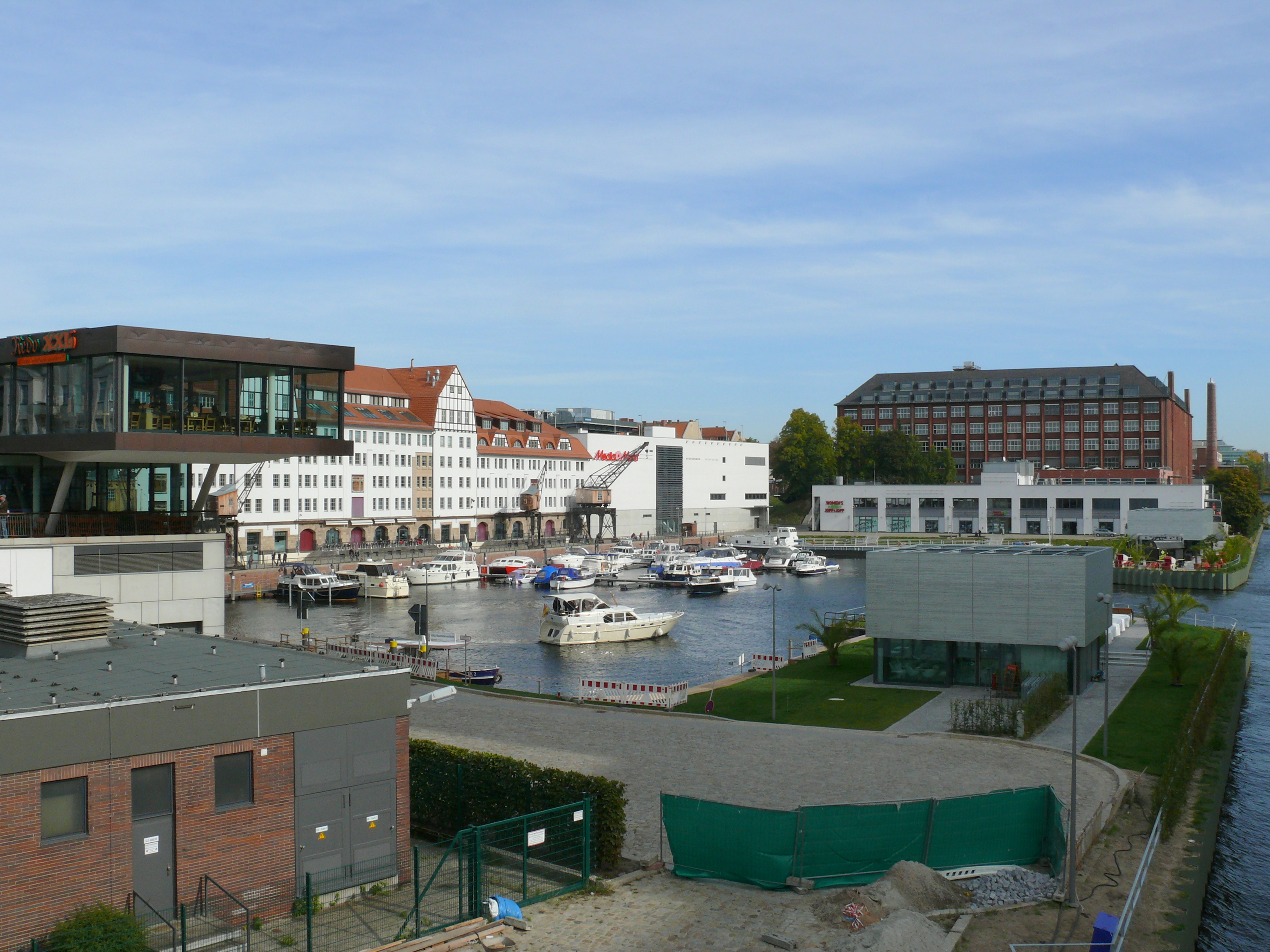
Das Areal des Tempelhofer Hafens

Am 29. April 2009 wurde der Tempelhofer Hafen eröffnet, seit 2014 wird er von der ECE Projektmanagement GmbH betrieben. Diese beziffert das Gesamteinzugsgebiet des Einkaufszentrums auf 214.204 Einwohner. Auf zwei Ebenen verteilen sich 21.000 m² Verkaufsfläche, in denen 70 Geschäfte untergebracht sind. Textil, Lebensmittel und Hartwaren dominieren den Branchenmix des Centers, das täglich von etwa 16.500 Menschen besucht wird. Ein integriertes Ärzte- und Bürohaus befindet sich auf 5.000 m². Das komplette Areal umfasst insgesamt 45.000 m², ein Drittel davon macht die Wasserfläche des Hafenbeckens aus. Direkt am und auf dem Wasser gibt es einige Gastronomie- und Eventbereiche, außerdem befinden sich im Tempelhofer Hafen ein Fitnessstudio, ein Indoor-Spielplatz und einige andere Freizeitangebote.

## Geschichte und Architektur
Als Kulisse dient dem Einkaufszentrum die denkmalgeschützte Architektur des alten Binnenhafens, der von 1901 bis 1908 am Teltowkanal errichtet wurde. Das Speichergebäude des Hafens war eines der ersten Stahlbetongebäude Deutschlands, seine Fassade bestand aus Tuffstein, Basaltlava und Fachwerk. Zur Einlagerung von Schiffsgütern wurden ein eigener Eisenbahnanschluss sowie große Portalkräne genutzt, die an der Längsseite des Speichers befestigt waren und heute noch zum Teil in der Ladenstraße des Einkaufszentrums zu sehen sind. Nach einer großflächigen Zerstörung im Zweiten Weltkrieg wurde ab 1951 mit dem Wiederaufbau der Hafenanlage begonnen und der Speicher bis 1990 – für den Fall einer eventuellen zweiten Berlin-Blockade – zur Lagerung von Senatsreserven genutzt. In den folgenden Jahrzehnten siedelten sich auf dem Hafengelände einige Gewerbebetriebe an, ein Großteil des Speichergebäudes stand jedoch leer. 
Im Jahr 2006 führte das Bezirksamt Tempelhof-Schöneberg ein Gutachterverfahren durch, um neue Gestaltungs- und Nutzungsvorschläge für das Areal zu erlangen und dadurch eine Standort-Aufwertung zu erzielen. Im Mai 2007 wurde schließlich der Grundstein für das Einkaufszentrum gelegt. Dabei galt die Bedingung, das Gesamtbild des alten, unter Denkmalschutz stehenden Hafens zu erhalten. Deshalb wurden vorhandene Hafenanlagen und das Speichergebäude saniert und technische Details, wie beispielsweise die Krananlagen, rekonstruiert. Für den Umbau und die Restaurierungsarbeiten investierten die Geldgeber HLG und die IKB Deutsche Industriebank mehr als 100 Millionen Euro. Heute stellt der Tempelhofer Hafen eine  Verbindung von historischen Bauwerken mit moderner Architektur und Nutzung dar.

## Infrastruktur
Zu erreichen ist der Tempelhofer Hafen mit der U-Bahn-Linie U6 oder mit Buslinien. Mit dem Auto gelangt man über die A 100 oder die B 96 zum Stadtzentrum. Da es direkt am Teltowkanal liegt und über 40 Bootsliegeplätze verfügt, kann es auch vom Wasser aus angefahren werden. Für Pkw gibt es insgesamt 590 Stellplätze, das Parkhaus kann über die Ordensmeisterstraße angefahren werden.

## Kritik

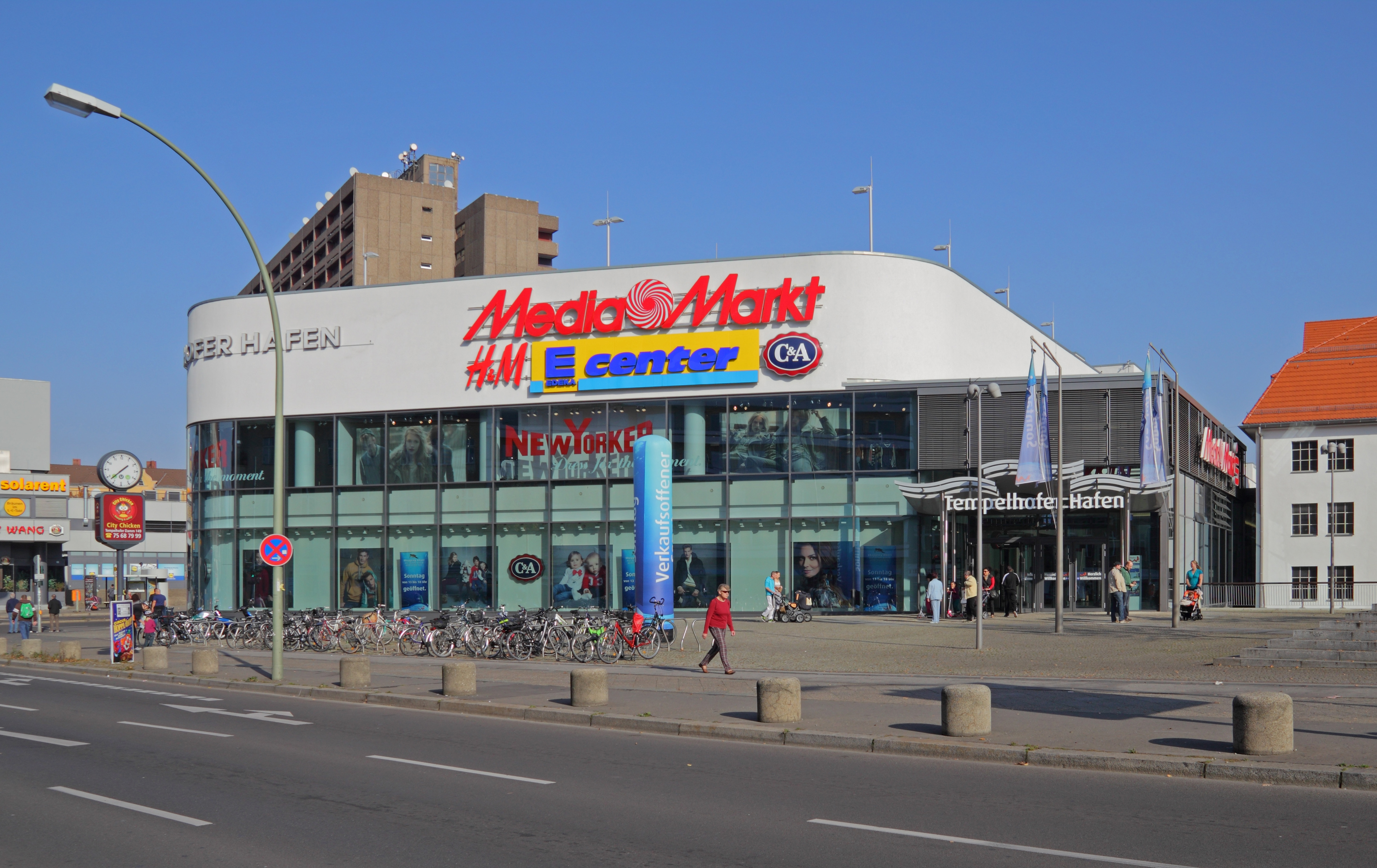
Fassade des Neubaus

Anwohner kritisieren die Gestaltung eines Neubaus des Tempelhofer Hafens, denn sie blicken seit der Erbauung auf eine fensterlose, weiße Fassade, die im Gegensatz zu den restaurierten Gebäuden sehr einfach gehalten wurde. Außerdem mussten kleine Gewerbe ihre Lage direkt am Hafenbecken zugunsten des Einkaufscenters aufgeben.